# Галко, Владимир Никитович
Владимир Никитович Галко (13 октября 1923 — 18 июня 2009) — буровой мастер Речицкой нефтеразведочной экспедиции глубокого бурения треста «Белнефтегазразведка» Управления геологии при Совете Министров Белорусской ССР, Гомельская область. Герой Социалистического Труда (1971), почётный гражданин Мозырского района, участник Великой Отечественной войны.

## Биография

### Ранняя биография
Родился 13 октября 1923 года в деревне Чемерисы 1 или 2 Брагинской волости Речицкого уезда Гомельской губернии РСФСР, ныне агрогородок Чемерисы, центр Чемерисского сельсовета Брагинского района Гомельской области Белоруссии. Из крестьянской семьи. Белорус.
Получив неполное среднее образование на родине, рано начал трудовую деятельность. К началу Великой Отечественной войны Володя работал линейным наблюдателем-связистом в российском городе Хабаровск.

### Служба в РККА
В 17 лет в сентябре 1941 года был призван по мобилизации в Красную Армию Кур-Урмийским райвоенкоматом Хабаровского края и направлен на учёбу в миномётную школу, а по окончании школы — для прохождения службы в войска Дальневосточного фронта.
Служил на советско-маньчжурской границе (остров Даманский). В 1942 году был направлен на учёбу в Челябинское танковое училище, успел пройти только начальную подготовку. В условиях тяжелейшей обстановки на советско-германском фронте был выпущен досрочно и в составе маршевой роты отправлен на фронт в декабре 1942 года. 

#### Участие в Действующей армии
Воевал в составе 260-й стрелковой дивизии на Западном, Брянском и 1-м Белорусском фронтах. Принимал участие в сражении на Курской дуге и многих других боевых операциях.
В конце 1943 года отозван из Действующей армии, прошёл обучение в запасном танковом полку (Челябинск) и получил специальность механика-водителя танка. Вновь в Действуюшей армии с января 1944 года. В составе 2-й танковой роты 2-го танкового батальона 12-й гвардейской танковой Шепетовской Краснознамённой ордена Суворова бригады 4-го гвардейского танкового Кантемировского Краснознамённого корпуса участвовал в боях по прорыву вражеской обороны в районе города Ковель (ныне — в составе Волынской области Украины).
Отличился в Восточно-Карпатской стратегической наступательной операции. При прорыве укреплённой обороны в марте 1944 года 2-я танковая рота ворвалась на окраину Ковеля и завязала уличные бои с упорно обороняющимся противником. При этом танк Т-34, ведомый гвардии старшим сержантом Галко, попал под обстрел немецкого самоходного орудия и получил пробоину, а механик-водитель получил тяжёлое ранение в плечо и в правый висок с повреждением кости. Четыре с половиной месяца Владимир Никитович провёл в тыловых госпиталях, но по излечении вернулся в свою часть.
Участвовал в Карпатско-Дуклинской наступательной операции (составной части Восточно-Карпатской стратегической наступательной операции) по захвату Дуклинского перевала в Карпатах и с выходом на территорию Чехословакии в сентябре — октябре 1944 года. В ходе ожесточённых боёв получил два лёгких ранения, пулевое (15 сентября) и осколочное (24 октября). В конце войны, которую закончил в Чехословакии, был представлен к награде, но узнал об этом позднее. Только спустя более чем 30 лет после Победы он был награждён орденом Славы 3-й степени. 
Продолжил службу в Красной (с 1946 года — Советской) Армии. К февралю 1946 года — помощник командира взвода Бакинского пехотного училища (ныне — Азербайджанское высшее военное училище имени Гейдара Алиева). В 1949 году вступил в ВКП(б)/КПСС.

### После армии
После увольнения в запас в 1951 году вернулся в Белоруссию и устроился работать дизелистом в Белорусскую контору разведывательного бурения. С 1952 буровой мастер Речицкого нефтеразведочной экспедиции глубокого бурения. 
Работая на разведке новых месторождений Речицкого бассейна, Владимир Никитович вместе с подчинёнными успешно выполнял плановые задания пятилеток. Сам он проявил себя активным новатором и рационализатором, настойчиво изучал и творчески внедрял опыт передовых нефтеразведывательных коллективов страны. Изобретая приспособления, облегчающие труд рабочих и ускоряющие ход бурения, совершенствовал технологию разведки новых нефтеносных площадей. 

### Трудовой подвиг
В годы восьмой пятилетки (1966—1970) добился высоких производственных показателей.
Указом Президиума Верховного Совета СССР от 20 апреля 1971 года за выдающиеся успехи в развитии геологоразведочных работ и разведке месторождений полезных ископаемых Галко Владимиру Никитовичу присвоено звание Героя Социалистического Труда с вручением ордена Ленина и золотой медали «Серп и Молот».
В дальнейшем перешёл работать начальником одной из буровой.
На его счету — более 30 рационализаторских предложений, внедрение которых способствовало высокоэффективной работе экспедиции на протяжении долгих лет. Так же активно опытный мастер занимался наставничеством до самого выхода на заслуженный отдых в феврале 1985 года. 
Будучи на пенсии, Владимир Никитович продолжал заниматься общественной работой. В феврале 1987 года он был избран председателем совета новосозданной Мозырской городской организации ветеранов войны и труда.
Проживал в городе Мозырь Гомельской области. Почётный гражданин Мозырского района Гомельской области (24.12.2008). Умер 18 июня 2009 года.
Награждён орденами Ленина (20.04.1971), Отечественной войны 2-й степени (11.03.1985), Красной Звезды (06.11.1947), Славы 3-й степени (08.06.1967), медалями, а также Почётной Грамотой Верховного Совета Белорусской ССР (25.12.1978).

## Награды
- Золотая медаль «Серп и Молот» (20.04.1971)
- Орден Ленина (20.04.1971)
- Орден Отечественной войны II степени (11.03.1985)[5]
- Орден Красной Звезды (06.11.1947)[6]
- Орден Славы III степени (08.06.1967)[4]

- Медаль «В ознаменование 100-летия со дня рождения Владимира Ильича Ленина» (6 апреля 1970)
- Медаль «За доблестный труд»
- Медаль «За победу над Германией в Великой Отечественной войне 1941—1945 гг.» (9 мая 1945[7])
- Юбилейная медаль «Двадцать лет Победы в Великой Отечественной войне 1941—1945 гг.» (7 мая 1965[8])
- Юбилейная медаль «Тридцать лет Победы в Великой Отечественной войне 1941—1945 гг.»[9]
- Медаль «Сорок лет Победы в Великой Отечественной войне 1941-1945 гг.»[10]
- Медаль Жукова (1995) Решение Глав СНГ
- Юбилейная медаль «50 лет Победы в Великой Отечественной войне 1941—1945 гг.»Решение Глав СНГ
- Медаль «Ветеран труда»
- Медаль «30 лет Советской Армии и Флота»[11]
- Юбилейная медаль «40 лет Вооружённых Сил СССР»[12]
- Юбилейная медаль «50 лет Вооружённых Сил СССР» (26 декабря 1967[13])
- Юбилейная медаль «60 лет Вооружённых Сил СССР» (28 января 1978[14])
- Юбилейная медаль «70 лет Вооружённых Сил СССР» (28 января 1988[15])
- Знак «Гвардия»
- Знак МО СССР «25 лет Победы в Великой Отечественной войне» (24 апреля 1970)
- Почётной Грамотой Верховного Совета Белорусской ССР (25.12.1978).

## Память
- На могиле установлен надгробный памятник.
- Его имя увековечено в Главном Храме Вооружённых сил России, и навсегда запечатлено на мемориале «Дорога памяти»